# 大埠桥街道
大埠桥街道，是中华人民共和国湖南省娄底市娄星区下辖的一个乡镇级行政单位。

## 行政区划
大埠桥街道下辖以下地区：
南石社区、忠实社区、高桥社区、双冲社区、石马社区、永兴社区、黑石社区边委会、龙虎村、民丰村、新石村、星明村、宋家村、中阳村、上元村、胜昔村、华实村、大埠村、西阳村、南阳村、石口村、和家村、犁头村、石花村、白露村、江龙村和泉丰村。